# Melinaea comma
Melinaea comma är en fjärilsart som beskrevs av Forbes 1927. Melinaea comma ingår i släktet Melinaea och familjen praktfjärilar. Inga underarter finns listade i Catalogue of Life.